# Okno skalne

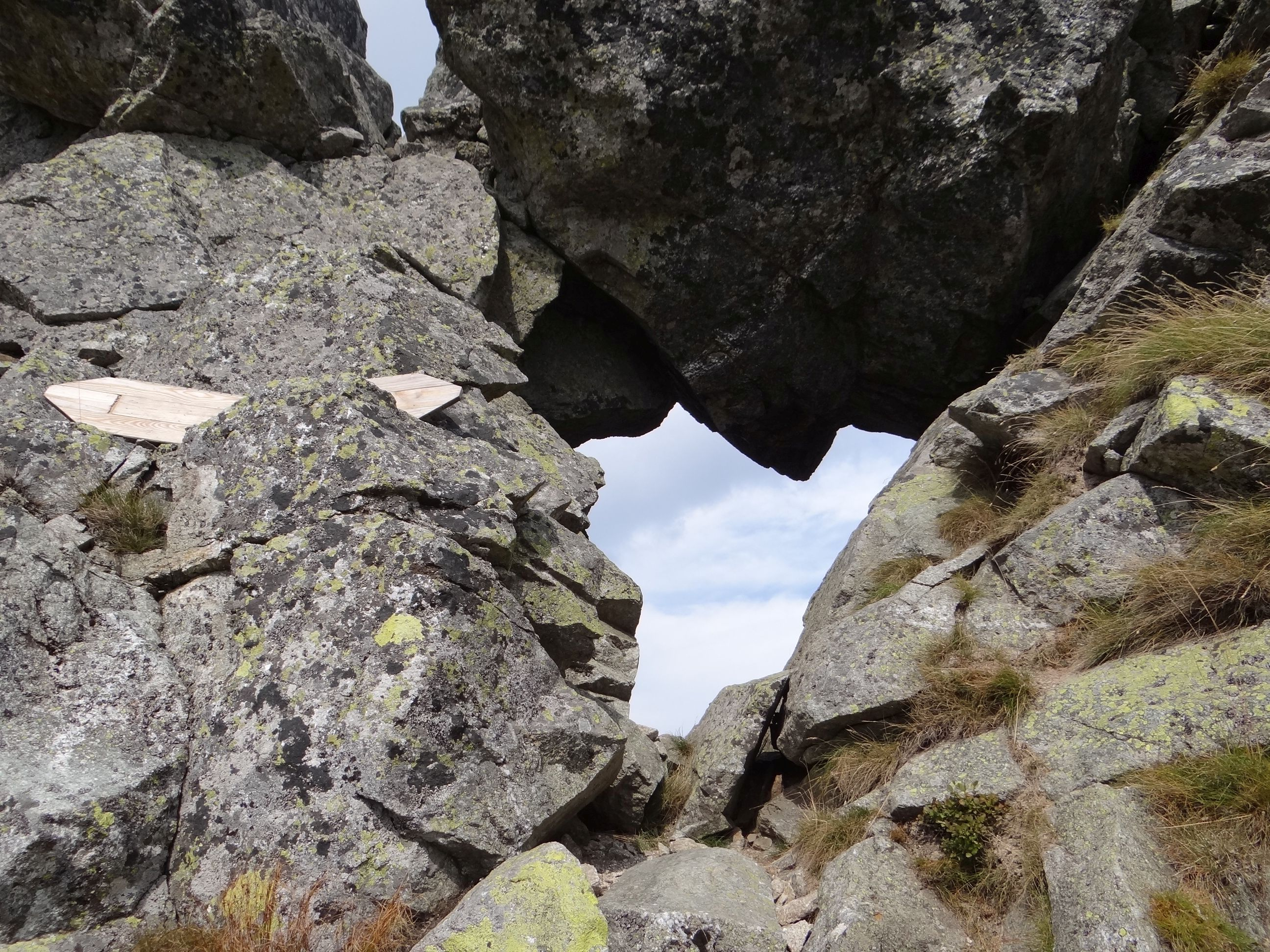
Okno skalne w pobliżu Dziurawej Przełęczy

Okno skalne (ang. natural window, niem. Felsfenster, czes. skalní okno) - jest to otwór w ścianie skalnej, skałce, grani itp.
Często występuje w wapieniach, dolomitach, piaskowcach, czasami w skałach magmowych, wulkanicznych lub metamorficznych. W przeciwieństwie do skalnej bramy znajduje się na różnej wysokości nad poziomem doliny.
W przypadku stosunkowo dużej szerokości przy wąskim przykryciu mówimy o moście skalnym.
Okna skalne występują na obszarach krasowych lub w górach płytowych. Powstają wskutek poszerzenia szczelin przez erozję, dzięki występującym różnicom w odporności na czynniki wietrzenia, niekiedy przez zachowanie części stropu jaskini po zawaleniu się jej pozostałych fragmentów, przez utkwienie bloku skalnego, który osunął się po zboczu doliny.
Okna skalne można spotkać również w Polsce. Taki otwór znajduje się na przykład w pobliżu Dziurawej Przełęczy w Tatrach Zachodnich. Innym znanym przykładem jest skałka Zbójeckie Okno w Beskidzie Małym.